# Dig, Lazarus, Dig!!!
Dig, Lazarus, Dig!!! är ett album av Nick Cave and the Bad Seeds, utgivet 3 mars 2008.

## Låtlista
1. "Dig, Lazarus, Dig!!!" - 4:12
2. "Today's Lesson" - 4:41
3. "Moonland" - 3:54
4. "Night of the Lotus Eaters" - 4:53
5. "Albert Goes West" - 3:32
6. "We Call Upon the Author" - 5:12
7. "Hold on to Yourself" - 5:51
8. "Lie Down Here (and Be My Girl)" - 4:58
9. "Jesus of the Moon" - 3:22
10. "Midnight Man" - 7:07
11. "More News from Nowhere" - 7:58